# Afonso de Santa Maria de Bragança
Afonso de Bragança (Lisboa, 25 de março de 1996) é o filho mais velho do pretendente ao trono português Duarte Pio de Bragança e de Isabel de Herédia. Afonso tornou-se pretendente aos títulos de Príncipe da Beira e Duque de Barcelos.

## Biografia
Afonso nasceu em 25 de março de 1996 em Lisboa, Portugal, sendo o primeiro filho de Duarte Pio de Bragança e de sua esposa, Isabel de Herédia. Seu pai é o filho mais velho de Duarte Nuno de Bragança e de Maria Francisca de Orléans e Bragança, da família imperial brasileira. Já sua mãe é filha de Jorge de Herédia e de Raquel Leonor Pinheiro de Castro Curvello.
Foi batizado no dia 1 de junho de 1996, na Sé Catedral de Braga pelo Arcebispo Eurico Dias Nogueira. Seus padrinhos foram: Afonso de Herédia, seu tio materno, e a Infanta Elena, Duquesa de Lugo, prima de seu pai. O seu nome de baptismo termina com Miguel Gabriel Rafael, tradição familiar da Casa de Bragança que homenageia os três arcanjos da Igreja Católica.

### Percurso escolar e profissional
O seu percurso escolar foi realizado na escola britânica particular St. Julian's School, em Cascais; no Colégio Planalto, em Lisboa (cujo projeto se inspira no pensamento do fundador da Opus Dei, São Josemaría Escrivá de Balaguer, tratando-se de um estabelecimento de ensino conotado com essa estrutura); no internato (boarding school) católico The Oratory School, no Reino Unido.
Posteriormente, completou uma licenciatura em Ciência Política e Relações Internacionais, no Instituto de Estudos Políticos da Universidade Católica Portuguesa.
De acordo com a Casa Real Portuguesa, Afonso de Braganca realizou treino militar nas Forças Armadas Portuguesas, tendo passado pelos seus três ramos (Exército, Marinha e Força Aérea).
Ainda segundo a mesma fonte, realizou estágios profissionais na Câmara de Comércio Luso-Americana, na EDP e na Accenture, e trabalhou numa casa de gestão de ativos, denominada Pury Pictet Turrenttini, em Genebra.
Presentemente, encontra-se a frequentar um mestrado em Direito e Economia do Mar, programa conjunto das Faculdades de Direito e de Economia da Universidade Nova de Lisboa. 

## Sucessão
Afonso será o próximo a suceder a seu pai à frente da Casa de Bragança, da pretensão pelo Ramo Miguelista.
Em 2015, e com apoio dos partidários do Ramo Miguelista, foi consagrado príncipe herdeiro ao completar 18 anos. A cerimónia decorreu no Santuário de Nossa Senhora da Lapa, em Sernancelhe.

## Papel público
Em reconhecimento às ligações da sua família a Timor Leste, particularmente ao papel do seu pai no apoio àquele país, Afonso foi nomeado Liurai honorário em Setembro de 2014, quando ele e a sua família visitaram o país para participar na segunda sessão do Senado da Associação Liurais, que representa os descendentes dos reis tribais da ilha.
No ano de 2018, depois dos incêndios que vitimaram o Pinhal de Leiria em 2017, estagiou no quartel de Bombeiros Voluntários de Lisboa. Esta decisão de ingressar surgiu após discutir os incêndios de verão em Portugal com a sua família e amigos.
Afonso é regularmente voluntário em atividades no interior de Portugal voltadas para o ambiente. Em 2019, participou numa ação de reflorestação na Cova da Beira.
Visitou, com seus pais, Duarte Pio e Isabel de Herédia, o arquipélago dos Açores em 2021. Esta visita incluiu as ilhas do Faial, Pico, Terceira e São Miguel. Na cidade da Horta, na ilha do Faial, encontraram-se com o Presidente da Assembleia Legislativa Regional dos Açores, com representantes dos Grupos Parlamentares e com o Presidente do Governo Regional da Região Autónoma dos Açores..

## Apoio a iniciativas e prémios
Afonso tem apadrinhado prémios que reconhecem feitos em diversas áreas.
O Troféu Príncipe da Beira é um prémio equestre criado pela primeira vez em 2008.
O Prémio Príncipe da Beira em Ciências Biomédicas é um prémio que distingue investigadores de excelência na área das ciências biomédicas, em parceria com a Universidade do Minho e a Câmara Municipal de Guimarães.

## Títulos pretendidos
Para além de ser pretendente ao título de Infante de Portugal, Afonso de Bragança é pretendente ao título de Príncipe da Beira, uma vez que é o primogénito de Duarte Pio, pretendente herdeiro na linha de sucessão ao trono de Portugal. É ainda pretendente aos títulos de Duque de Barcelos e Duque de Guimarães.

## Condecorações
- Cavaleiro da Grã-Cruz da Honra e Devoção da Ordem Soberana e Militar de Malta;
- Cavaleiro de Grande-Colar da Ordem do Santo Sepulcro de Jerusalém da Santa Sé;
- Grã-Cruz da Imperial Ordem da Rosa da Casa de Orléans e Bragança;
- Cavaleiro da Grã-Cruz da Justiça da Sagrada Ordem Militar Constantiniana de São Jorge da Casa de Bourbon-Duas Sicílias.